# Тимчасовий уряд Росії

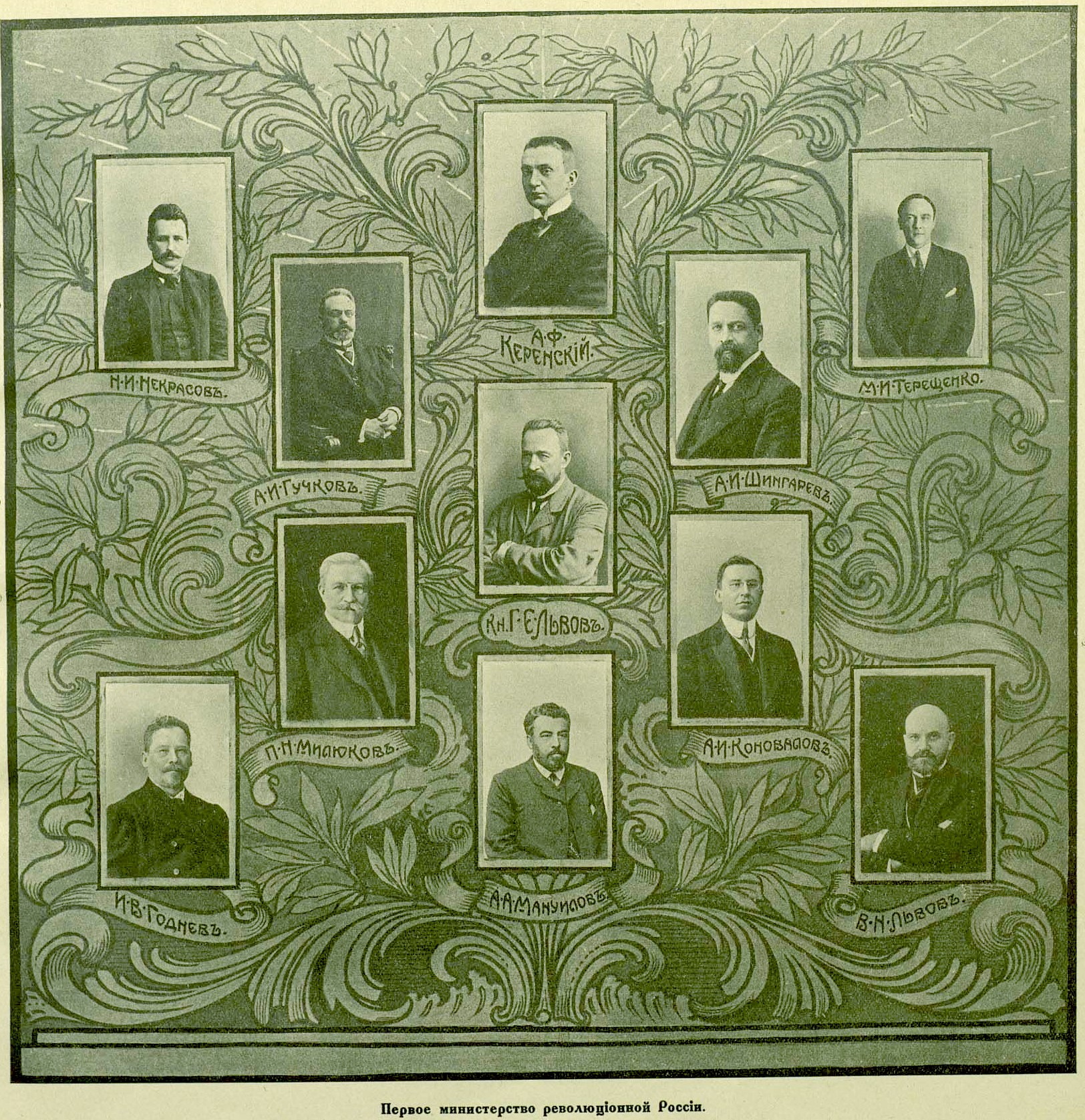
Перше міністерство революційної Росії

Олександр Керенський — очільник Тимчасового уряду

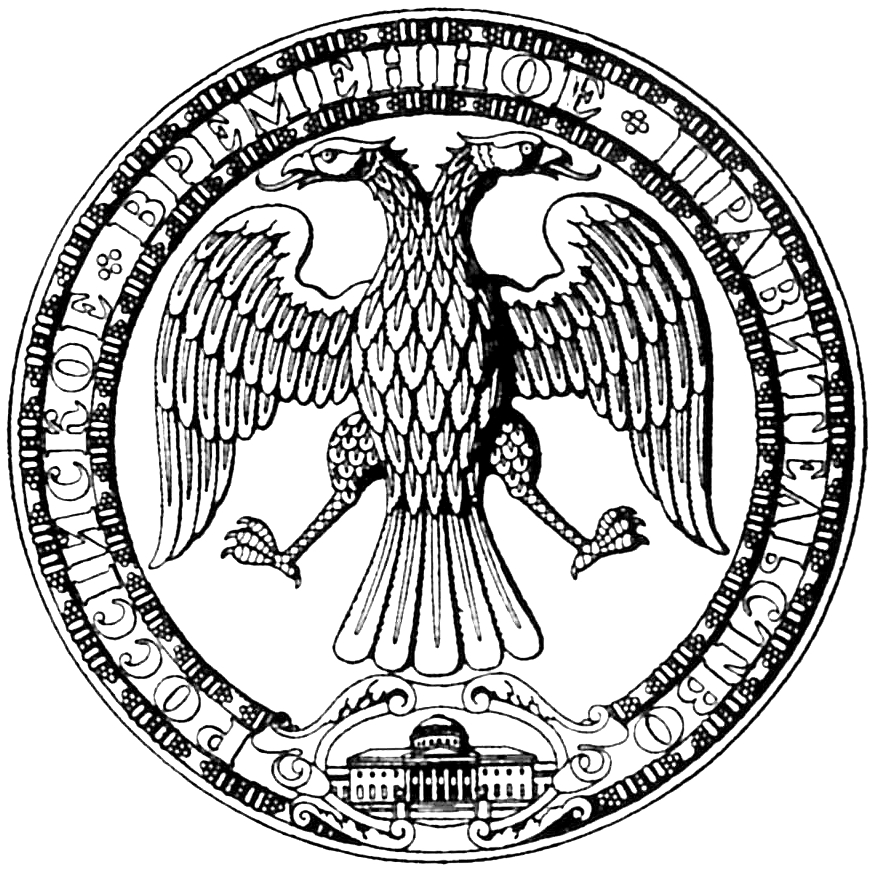
Печатка Тимчасового уряду

Тимчасо́вий у́ряд Росі́ї (рос. дореф. Врѣ́менное прави́тельство Россі́и; рос. Вре́менное прави́тельство Росси́и) — російський уряд від лютневої (березневої) революції 2 (15) березня 1917 до більшовицького перевороту 25 жовтня (7 листопада) 1917, складений з членів конституційно-демократичної, соціалістів-революціонерів і соціал-демократичної партій. Після жовтневого перевороту інтереси Тимчасового уряду у Вашингтоні представляв А. М. Авінов.

## Позиція
Тимчасовий уряд намагався втримати єдність Російської імперії, перетвореної на демократичну республіку, був за продовження війни з Центральними державами, виступав проти сепаратистських прагнень неросійських народів, визнаючи їм щонайбільше культурно-національну автономію. Противниками Тимчасового уряду були більшовики (див. «Пломбований вагон»), які через Ради робітничих і солдатських депутатів намагалися встановити свою владу.

## Тимчасовий уряд і Україна
Тимчасовий Уряд установлював  у всій державі, включаючи Україну, обрані місцевими земськими зборами та революційними комітетами губернські (і повітові) виконавчі комітети на чолі з губернськими комісарами; до складу місцевої адміністрації в Україні обрано значне число українців; Генеральним губернатором Галичини й Буковини був призначений Д. Дорошенко, губернатором Галичини — І. Красковський, Буковини — О. Лотоцький.
В Україні існувало двовладдя (намагання Рад робітничих і солдатських депутатів виявити себе як третій чинник не мали успіхів). Тимчасовий Уряд очолював князь Г. Львов (до кінця липня), згодом О. Керенський. Спершу Тимчасовий Уряд ставився негативно до домагань Української Центральної Ради щодо національно-територіальної автономії України, але після проголошення І Універсалу УЦР і створення Генерального Секретаріату УЦР міністри Тимчасового Уряду (О. Керенський, М. Терещенко, І. Церетелі) прибули 11 липня 1917 року до Києва для переговорів, внаслідок яких вони визнали УЦР і Генеральний Секретаріат як крайовий орган України (представником України при Тимчасовому Уряді призначено П. Стебницького), а УЦР, визнаючи Тимчасовий Уряд, обіцяла не робити таємних кроків для одностороннього здійснення автономії та поповнити свій склад і Генеральний Секретаріат представниками національних меншин України.
Це домовлення оформив II Універсал УЦР. Тимчасовий Уряд, не погоджуючись зі «Статутом Вищого Управління України», що його видала Українська Центральна Рада, видав від себе «Інструкцію» (17. 8. 1917), якою обмежував права УЦР і Генерального Секретаріату, але й сам не дотримувався цієї «Інструкції», і чинив перешкоди УЦР і Генеральному Секретаріатові в організації влади в Україні.
Серед членів Тимчасового Уряду більш позитивно до українських домагань ставився грузин І. Церетелі, негативно — кадети; міністр українець М. Терещенко не виявляв особливих симпатій до української справи.
Після  Жовтневого перевороту адміністративний апарат в Україні, призначений Тимчасовим Урядом, цілковито перестав діяти і вся влада перейшла до Української Центральної Ради та її адміністрації.